# IUPAC 명명법
IUPAC 명명법(IUPAC chemical nomenclature) 또는 IUPAC 화합물 명명법이란 국제 순수·응용화학 연합(IUPAC, International Union of Pure and Applied Chemistry)이 정한 화합물 명명법이다. 일단 영어 명명법을 정하면, 각국의 화학회는 그 명명법을 자기 나라 언어 체계에 맞게 재규정하고 있다. 가령 영어로 methane인 것을 독일어에서는 Methan, 프랑스어에서는 méthane, 인도네시아어로는 metan이라 하는 식이다.
대한화학회에서도 이 명명법을 한국어 체계에 맞게 재규정하여 사용하고 있는데, 이 명명법은 라틴어나 독일어 명명법과 유사하였다. 그러나 2000년을 전후하여 이것을 영어식과 유사하게 바꾸는 방식으로 개정하였고, 이에 대한 비판 의견이 대두되었다(대표적인 의견은 주 참조.).
현재 국립국어원에서는 기존의 명명법과 함께 IUPAC 명명법을 복수 표준어로 규정하고 있다.

## 무기화합물

### 단원소 물질
단원소 물질은 원소명 앞에 그리스어 수사를 붙여 명명한다.
예)O3〔관용명 : 오존〕 trioxygen

### 무기 이온화합물(염)
염의 영어명은 염을 구성하는 그리스 어수사와 함께 양이온의 이름을 쓰고 그리스 어수사와 함께 음이온을 쓴다. 한국어 명명법의 경우 일반적으로 산의 경우에는 산의 명칭 뒤에 양이온의 명칭을 놓고 그렇지 않은 경우엔 (음이온명)화 (양이온)으로 명명한다.
예) NaCl은 염화나트륨(Sodium Chloride)이 된다.
예) CH3COONa는 아세트산나트륨(Sodium Acetate)이 된다.
여러 종류의 양이온 및 음이온을 가지고 있는 경우 알파벳순으로 나열한다. 양이온, 음이온 순서는 보통의 염과 같이 한다.
예) KNaSO4는 황산칼륨나트륨(Potassium sodium sulfate)이 된다.
산성염에는 음이온 앞에 그리스 어수사와 hydrogen을 붙여 표시한다.
예) NaHCO3은 탄산수소나트륨(sodium hydrogencarbonate)이 된다.

## 유기화합물
- IUPAC은 지속적으로 규약을 만들어 1979년에 A,B,C,D,E,F,H의 총 7부분으로 나뉜 권고안을 제정했다. A부분은 탄소와 수소 만으로 이루어진 탄화수소의 명명법으로 B부분은 탄소 이외의 원소가 고리를 구성하고 있는 경우의 명명법에 대하여, C의 부분은 탄소, 수소, 질소, 칼코젠, 할로젠에서 비롯된 작용기를 가진 화합물의 명명법에 대하여, D 부분은 C 부분에 정해지지 않은 작용기를 가진 화합물에 대하여, E부분은 입체화학의 명명법, F부분은 천연유기화합물의 명명법을, H부분은 동위원소에 의한 치환을 받은 화합물의 명명법에 대해 다루고 있다.[3]
- 1993년에 발행한 권고안은 1979년의 수정판이다. R-0. 개요, R-1. 유기화합물명명법의 일반원칙, R-2. 모체 수소화합물과 그들의 치환유도체 그룹, R-3. 특정기(작용기)그룹, R-4. 작명법, R-5. 예외사항, R-6. 명명된 화합물의 이해, R-7. 입체화학적 (자세한)설명, R-8. 동위원소에 의한 치환을 받은 화합물, R-9. 참조, 총 10개 부분으로 되어있다.[3]
- 2004년 10월 7일에 발간된 권고에서는 우선명(PINs, Preferred IUPAC Name)에 관하여 언급했다. 현재의 명명법에서는 하나의 화합물에 명명하는 이의 관점에 따라 2개 이상의 이름이 명명될 수 있다. 이러한 문제는 법적으로 문제가 될 수 있어 한 화합물에 하나의 이름을 정하여 다른 이름들 보다는 우선적으로 사용하도록 권장하였다.[4][5]

### 명명법의 방침
명명의 중심이 되는 모체(고리를 포함한 화합물의 경우 모핵으로 불리는 경우도 있다) 화합물의 수소를 치환기로 치환한 유도체로 명명된다.
유도체로서 명명은 다음과 같은 여섯 명명법 (치환명명법, 작용기명명법, 부가명명법, 소거명명법, 접합명명법, 대치명명법) 을 사용한다.
1951년까지의 IUPAC 명명규칙에서는 치환명명법으로의 통일을 지향하였으나 1969년 이휴의 규칙에서는 다음 6개의 명명법을 관용명으로서 허용하고 있다. 그러나, 소거명명법, 접합명명법, 대치명명법의 경우 치환명명법, 작용기명명법, 부가명명법으로 명명한 경우 불필요하게 복잡해질 경우에 사용하여야 한다. 또한 IUPAC은 직접명명법을 우선적으로 쓸 것을 권고하고 있다.
이상의 방침으로 명명할 경우 모체와 한 개 내지는 복수의 치환기가 선택되나 IUPAC 명명법으로 지정된 치환기의 우선순위에 의해 치환기 중에서 하나의 주요 작용기(principal group)가 선발된다.
주요 작용기는 모체의 접미어가 되고 그 이외의 치환기는 머릿글자의 ABC순에 따라 접두어로서 모체명과 연결된다.
관용명은 모체명과 치환기명으로서 사용이 가능하지만 관용명을 사용한 치환기의 일부 (예를 들면 isopropyl과 같은)는 단순히 유도체화된 명명이 금지된 경우도 있다(×1-chloroisopropyl- → ○1-chloroprop-2-yl-).

#### 치환명명법
치환명명법(substitutive nomenclature)은 모체의 수소를 특성기로 치환한 명명법이다.
특성기(characteristic group)란 작용기를 특징짓는 원자단(C=O 등)으로 작용기의 부분을 그렇게 부른다.
예) ethane + chloro(기)×3 = 1,1,2-trichloroethane

#### 작용기명명법
작용기명명법(radicofunctional nomenclature)은 치환기의 명칭과 작용기 종류의 명칭을 연결짓는 명명법이다.
예) methyl(기)+ alcohol(종류명) = methyl alcohol

#### 부가명명법
부가명명법(additive nomenclature)은 모체에 다른 원자가 첨가된 것을 표시하는 명명법이다.
예) furan(이중 결합) + H×4(수소원자) = tetrahydrofuran

#### 소거명명법
소거명명법(subtructive nomenclature)은 모체원자가 소거된 경우 표시하는 명명법이다.
예) ribose(오탄당) - O(산소원자) = deoxyribose

#### 접합명명법
접합명명법(conjunctive nomenclature)은 두 개의 모체 중 하나로부터 소수를 제거하여 접합시킨 것을 표시하는 명명법이다.

#### 대치명명법
대치명명법(replacement nomenclature)란 모체의 탄소 골격을 다른 원소로 치환한 것을 표시하는 명명법이다.

### 일반 규칙

#### 작용기의 우선 순위
화합물의 이름에서 작용기의 우선순위는 다음과 같이 된다. 화합물이 복수의 작용기를 가질 때 우선순위가 높은 작용기를 접미사로 사용하고 우선순위가 낮은 작용기는 접두어로서 치환명명법에 쓴다.
1. 카복시기 - 2. 무수 카복시기 - 3. 에스터 - 4. 아마이드 - 5. 시안기 - 6. 알데하이드기 - 7. 카보닐기 - 8. 히드록시기 - 9. 아미노기 - 10. 아민기 - 11. 에터 - 12. 니트로기 - 13. 할로젠

#### 주쇄의 결정
3개 이상의 탄소와 결합한 탄소가 있을 때 화합물은 복수의 탄소 사슬을 가지게 된다. 그때 사슬을 구성하는 탄소가 제일 많게 되는 사슬을 주쇄라고 한다. 주쇄가 아닌 탄소사슬을 수소를 알킬기로 치환된 것을 사용한다.
예) CH3-CH2-CH2-CH(C2H5)-CH3　은2-ethylpentane이 아닌 3-methylhexane으로 명명한다.

#### 위치의 결정
복수의 원자가 연결되어 있는 화합물에 대해 작용기의 위치를 표시할 때 주쇄의 작용기 중에서 제일 말단에 가까운 것을 선택하여 그 작용기에서 제일 가까운 말단을 1번으로 하고 순서를 정한다. 단일 고리화합물의 경우 2개 이상의 작용기를 지닐 때 작용기의 우선순위에 따라 제일 우선순위가 높은 것의 위치를 1번으로 정하고 그 다음으로 우선순위가 높은 작용기 방향 순으로 번호를 붙여나간다.

### 그리스어 수사
치환기의 수를 표시할 때에는 그리스어 기수(基數)에서 파생된 접두어를 사용한다.
| 수 | 국문       | 그리스어 접두사 | 수   | 국문       | 그리스어 접두사 | 수   | 국문       | 그리스어 접두사 |
| 수 | 국문       | 기수(基數)      | 수   | 국문       | 기수(基數)      | 수   | 국문       | 기수(基數)      |
| 1  | 모노       | mono-, hen-     | 40   | 테트라콘타 | tetraconta-     | 2000 | 딜리아     | dilia-          |
| 2  | 다이       | di-, do-        | 50   | 펜타콘타   | pentaconta-     | 3000 | 트릴리아   | trilia-         |
| 3  | 트라이     | tri-            | 60   | 헥사콘타   | hexaconta-      | 4000 | 테트라리아 | tetralia-       |
| 4  | 테트라     | tetra-          | 70   | 헵타콘타   | heptaconta-     | 5000 | 펜타리아   | pentalia-       |
| 5  | 펜타       | penta-          | 80   | 옥타콘타   | octaconta-      | 6000 | 헥사리아   | hexalia-        |
| 6  | 헥사       | hexa-           | 90   | 노나콘타   | nonaconta-      | 7000 | 헵타리아   | heptalia-       |
| 7  | 헵타       | hepta-          | 100  | 헥타       | hecta-          | 8000 | 옥타리아   | octalia-        |
| 8  | 옥타       | octa-           | 200  | 덱타       | dicta-          | 9000 | 노날리아   | nonalia-        |
| 9  | 노나       | nona-           | 300  | 트릭타     | tricta-         |      |            |                 |
| 10 | 데카       | deca-           | 400  | 테트락타   | tetracta-       |      |            |                 |
| 11 | 운데카     | undeca-         | 500  | 펜탁타     | pentacta-       |      |            |                 |
| 12 | 도데카     | dodeca-         | 600  | 헥삭타     | hexacta-        |      |            |                 |
| 20 | 이코사     | icosa-          | 700  | 헵탁타     | heptacta-       |      |            |                 |
| 21 | 헤니코사   | henicosa-       | 800  | 옥탁타     | octacta-        |      |            |                 |
| 22 | 도코사     | docosa-         | 900  | 노낙타     | nonacta-        |      |            |                 |
| 30 | 트리아콘타 | triaconta-      | 1000 | 킬리아     | kilia-          |      |            |                 |

상기 외에는 1, 10, 100, 1000단위에 해당하는 수사를 이 순으로 결합한다.
예) 2567 = hepta- + hexaconta- + pentacta- + dilia- =　heptahexacotapentactadilia-
- 출처EXTENSION OF RULES A-1.1 AND A-2.5 CONCERNING NUMERICAL TERMS USED IN ORGANIC CHEMICAL NOMENCLATURE (Recommendations 1986)（영어）

### 유기작용기

#### 알킬기
알킬기(CnH2n+1-)(alkyl)는 같은 탄소수의 알케인의 어미 ane을 yl로 하여 이름을 붙인다. n=0의 경우 단순히 수소 원자로 부른다.
예) C5H11-은 펜틸(pentyl)기

#### 알킬렌기
알킬렌기(-CnH2n- 알케인의 양단의 탄소원자에서 수소원자가 하나씩 빠진 형태)(alkylene)은 같은 탄소수의 알케인의 어미 ane을 ylene으로 하여 이름을 붙인다.
예) -CH2-CH2-CH2-은 프로필렌(propylene)기

#### 아실기
아실기(R-CO- 카복시산에서 수산화기를 뺀 형태) (acyl)은 CO-를 CH3으로 치환한 탄화수소의 어미 ne을 noyl으로 하여 명명한다.
예) CH3(CH2)4CO-은 헥사노일(hexanoyl)기

#### 알콕시기
알코올의 수산화기에서 수소를 제거한 작용기(알콕시기)는 산소를 제거한 탄화수소기의 어미에 oxy를 붙여 명명한다. 다만 메틸, 에틸, 프로필, 뷰틸기에 대해서는 메톡시, 에톡시, 프로폭시, 뷰톡시로 이름을 붙이는 예외가 허용된다.
예) C5H11O-은 펜톡시(pentoxy)기가 된다.

### 사슬형 유기화합물

#### 포화탄화수소 (알케인)
알케인(CnH2n+2)(표준어: 알칸, Alkane)은 탄소의 개수에 의해 다음과 같이 명명된다. 메테인에서 뷰테인까지는 관용명이 사용되고 그 이후엔 접미어를 ane으로 하여 명명된다.
|      | 국문         | 영문명      |       | 국문         | 영문명       |        | 국문         | 영문명     |
| C=1  | 메테인       | methane     | C=21  | 헨이코세인   | henicosane   | C=500  | 펜탁테인     | pentactane |
| C=2  | 에테인       | ethane      | C=22  | 도코세인     | docosane     | C=600  | 헥삭테인     | hexactane  |
| C=3  | 프로페인     | propane     | C=23  | 트리코세인   | tricosane    | C=700  | 헵탁테인     | heptactane |
| C=4  | 뷰테인       | butane      | C=24  | 테트라코세인 | tetracosane  | C=800  | 옥탁테인     | octactane  |
| C=5  | 펜테인       | pentane     | C=25  | 펜타코세인   | pentacosane  | C=900  | 노낙테인     | nonactane  |
| C=6  | 헥세인       | hexane      | C=26  | 헥사코세인   | hexacosane   | C=1000 | 킬리에인     | kiliane    |
| C=7  | 헵테인       | heptane     | C=27  | 헵타코세인   | heptacosane  | C=2000 | 딜리에인     | diliane    |
| C=8  | 옥테인       | octane      | C=28  | 옥타코세인   | octacosane   | C=3000 | 트릴리에인   | triliane   |
| C=9  | 노네인       | nonane      | C=29  | 노나코세인   | nonacosane   | C=4000 | 테트랄리에인 | tetraliane |
| C=10 | 데케인       | decane      | C=30  | 트리아콘테인 | triacontane  | C=5000 | 펜탈리에인   | pentaliane |
| C=11 | 운데케인     | undecane    | C=40  | 테트라콘테인 | tetracontane | C=6000 | 헥살리에인   | hexaliane  |
| C=12 | 도데케인     | dodecane    | C=50  | 펜타콘테인   | pentacontane | C=7000 | 헵탈리에인   | heptaliane |
| C=13 | 트리데케인   | tridecane   | C=60  | 헥사콘테인   | hexacontane  | C=8000 | 옥탈리에인   | octaliane  |
| C=14 | 테트라데케인 | tetradecane | C=70  | 헵타콘테인   | heptacontane | C=9000 | 노날리에인   | nonaliane  |
| C=15 | 펜타데케인   | pentadecane | C=80  | 옥타콘테인   | octacontane  |        |              |            |
| C=16 | 헥사데케인   | hexadecane  | C=90  | 노나콘테인   | nonacontane  |        |              |            |
| C=17 | 헵타데케인   | heptadecane | C=100 | 헥테인       | hectane      |        |              |            |
| C=18 | 옥타데케인   | octadecane  | C=200 | 딕테인       | dictane      |        |              |            |
| C=19 | 노나데케인   | nonadecane  | C=300 | 트릭테인     | trictane     |        |              |            |
| C=20 | 이코세인     | icosane     | C=400 | 테트락테인   | tetractane   |        |              |            |

#### 불포화탄화수소(알켄)
알켄(CnH2n)(Alkene)은 같은 탄소수의 단일 사슬 알케인의 어미 ane을 ene으로 바꿔 명명한다. 단, 이중결합하고 있는 탄소원자의 위치를 수로 표시한다. 이 숫자는 가능한 한 제일 작은 수여야 한다. 대칭성을 가지지 않는 알켄은 기하 이성질체를 구별짓기 위해 cis 또는 trans를 붙인다.
예)　CH3CH2CH=CHCH3은 2-펜틴(pent-2-ene)이다.

#### 불포화탄화수소(알카인)
알카인(CnH2n-2)(표준어: 알킨, Alkyne)은 같은 탄소수의 단일 사슬 알케인의 어미 ane을 yne으로 바꿔 명명한다. 단 삼중결합하고 있는 탄소원자의 위치를 수로 표시한다. 이 숫자는 가능한 한 제일 작은 수여야 한다.
예)　CH3(CH2)3C≡CCH2CH3 은 3-옥타인(oct-3-yne)이다.

#### 그 외의 불포화 탄화수소
이중결합과 삼중결합을 다수 포함하고 있는 탄화수소는 이중결합 또는 삼중결합하고 있는 탄소의 위치를 가능한 한 제일 작은 수로 표시하여 같은 탄소수의 알케인의 어미 ane을 결합수의 그리스어 (2=di, 3=tri, 4=tetra, 5=penta...) ene 또는 yne으로 붙인다.
예)　CH3CH2CH=CHCH=CHCH3은 2,4-헵타디인(hepta-2,4-diene)이 된다.

#### 할로젠화알킬
할로젠화알킬(CnHmXl)(Halogenoalkane)은 할로젠화된 탄소의 위치를 숫자로 표시하고 할로젠이 플루오린이라면 fluoro, 염소라면 chloro, 브로민이라면 bromo, 아이오딘이라면 iodo를 대응하는 탄화수소 이름 앞에 붙인다. 수소가 복수의 할로젠으로 치환되어 있을 경우 숫자를 붙여 명명한다. (치환명명법)
예)　CH3(CH2)3Cl은 1-클로로뷰테인(1-chlorobutane)
또는 탄화수소기 이름의 뒤에 Fluoride, Chloride, Bromide, Iodide를 붙여 명명한다. (작용기명명법)
예) CH3(CH2)3Cl 은 뷰틸 클로라이드(butyl chloride)
또는 화합물의 모든 수소가 할로젠으로 치환되어 있을 경우 Per(과)를 이용해 명명하는 경우가 있다.
예) CBr3-CBr3 은 퍼브로모에테인(Perbromoethane)

#### 알코올
알코올(ROH)(alcohol)은 OH를 H로 치환한 탄화수소의 어미 e를 ol으로 치환하여 이름을 붙인다. 끝이 아닌 탄소원자에 수산화기가 붙어 있는 경우 숫자로 탄소원자의 위치를 표시한다. 다수의 수산화기를 가지고 있는 경우는 OH를 H로 치환한 탄화수소의 어미 e를 수산기의 수의 그리스어와 ol으로 그 이름을 붙인다.
예)　CH2(OH)-CH(OH)-CH2(OH)〔관용명 글리세린〕은 프로페인-1,2,3-트리올
수산화기보다 우선하는 작용기가 있는 경우 수산화기를 치환명으로 하여 표시하여야 한다. 그 때는 수산화기의 위치를 숫자로 표시하고 수산화기의 숫자를 수사로 나타내여 히드록시를 붙인 후에 대응하는 화합물의 이름을 붙인다.
예) CH3-CH(OH)-CHO 은 2-히드록시프로판알(2-hydroxypropanal)
탄화수소의 작용기를 사용하여 뒤에 alcohol을 붙여 명명할 수도 있다.
예) CH3-(CH2)2-OH 은 프로필알코올(propyl alcohol)

#### 에터
에터(R-OR')(표준어: 에터, ether)는 두 개의 알킬기 중에 탄소수가 작은 쪽에 알코올을 붙이고 그 알코올 이름의 어미에 oxy을 붙이고 다른 한쪽의 알코올기의 에터 결합부분을 수소로 치환한 것을 붙인 형태의 이름을 가진다.
예)　CH3-O-C2H5〔관용명 에틸메틸에터〕는 메톡시에테인

#### 알데하이드
알데하이드(RCHO)(표준어: 알데히드, aldehyde)는 CHO의 산소를 H2으로 치환한 탄화수소의 어미 e를 al로 함으로써 그 이름을 얻는다. 다수의 알데하이드 기를 가진 경우엔 알데하이드기에 잇는 수소의 위치를 최소한 작은 수로 표시하고 CHO의 산소를 H2으로 치환한 탄화수소의 어미 e를 알데하이드기의 수의 그리스어(2=di 3=tri 4=tetra 5=penta …)와 al로 함으로써 그 이름을 얻는다.
예)　HCHO〔관용명 폼알데하이드(표준어: 포름알데히드)〕은 메탄알(methanal)

#### 케톤
케톤(R-CO-R')(ketone)은 카보닐기(표준어: 카르보닐기)의 탄소 위치의 숫자를 최소한 작은숫자로 표시하고 CO의 산소를 H2으로 치환한 탄화수소의 어미를 one으로 함으로써 그 이름을 얻는다. 복수의 카보닐기를 가지고 있을 경우 카보닐기의 수와 CO의 수소를 H2으로 치환한 탄화수소의 어미 e를 카보닐기의 수의 그리스어(2=di 3=tri 4=tetra 5=penta …)와 one으로 그 이름을 명명한다.
예) C2H5-CO-CH3　2-뷰탄온 (butan-2-one)

#### 카복시산
카복시산(R-COOH)(표준어: 카르복시산, carboxylic acid)은 카복시기(표준어: 카르복시기)의 O와 OH를 H3으로 치환한 탄화수소의 어미 e를 oic acid으로 함으로써 그 이름을 얻는다. 양쪽 끝에 카복시기가 있을 경우 어미를 dioicacid으로 명명한다. 또는 치환한 탄화수소 뒤에 카복시기의 위치를 최소한 작은 수로 나타내고 카복시기의 수를 그리스어(2=di 3=tri 4=tetra 5=penta …)로 표시하고 마지막으로 carboxylic acid을 붙임으로써 그 이름을 명명한다.
예) HOOC-(CH2)2-COOH는 뷰테인-1ㅡ4-디카복시산(butane-1,4-dicarboxylic acid)
카복시산이 말단에 존재하지 않을 경우 또는 카복시산보다 우선하는 작용기가 있을 경우 carboxy를 사용해 명명한다.
예) HOOC-(CH2)2-CH(COOH)-C2H5 은 4-카복시헥세인산(4-carboxyhexanoic acid)

#### 카복시산염
카복시산과 양이온과의 염(RCOO-B+)(Alkanoic salt)은 양이온 이름 뒤에 카복시산의 음이온ate로 명명한다.
예) C2H5-COO-K+은 프로페인산포타슘 (Potassium Propate)

#### 에스터
에스터 (RCO-OR')(표준어: 에스테르, ester)는 알코올의 OH를 지운 알킬기에 카복시산의 어미 ic acid를 카복시산의 음이온 ate으로 변화시켜 명명한다.
예) C2H5-COO-C2H5〔관용명 프로피온산에틸〕은 프로페인산 에틸

#### 아실 할라이드
아실 할라이드(R-COX)(acyl halide)은 아실기에 플루오린이 붙어있으면 Fluoride, 염소가 붙어있으면 Chloride, 브로민이 붙어있으면 Bromide, 아이오딘이 붙어있으면 Iodide를 붙여 명명한다.
예) CH3-COCl는 염화에탄산(ethanoyl chloride)

#### 카복시산 무수물
카복시산 무수물(RCO-O-OCR')(alkanoic anhydride)은R=R'일 때 카복시산의 어미 acid를 anhydride으로 치환시켜 명명한다.
예) H5C2-CO-O-OC-C2H5은 프로페인산 무수물(propanoic anhydride)
가수분해하여 만들어지는 카복시산에서 acid를 지우고 anhydride을 붙여 명명한다.
예) H3C-CO-O-OC-C2H5은 ethanoic propanoic anhydride

#### 아민
아민(R1-NR2R3)(amine)은 질소에 결합되어 있는 알킬기에 amine을 붙여 명명한다. 질소에 여러 개의 알킬기가 결합되어 있을 경우엔 치환기를 우선순위에 맞춰 붙이고 마지막에 amine을 붙이는 것으로 이름을 만든다. 복수의 아미노기와 결합되어 있을 때에는 탄화수소 뒤에 아미노기와 결합되어잇는 위치를 숫자로 표시하고 아미노기의 수를 그리스어 (2=di 3=tri 4=tetra 5=penta …)를 붙여 마지막에 아민을 붙이는 형태로 명명한다.
예) CH3NH2는 메틸 아민(methyl amine)

#### 나이트릴
나이트릴(R-CN)(표준어: 니트릴, nitrile)은 사이아노기(표준어: 시아노기)를 수소로 치환한 탄화수소의 이름 앞에 사이아노기의 위치를 표시하는 숫자를 붙이고 어미에 nitrile을 붙여 이름을 붙인다. 복수의 사이아노기와 결합한 경우엔 결합하고 있는 탄화수소 뒤에 아미노기와 결합하고 있는 위치를 숫자로 표시하고 아미노기의 숫자를 그리스어(2=di 3=tri 4=tetra 5=penta …)로 붙여 마지막에 nitrile를 붙여 이름을 붙인다.
예) C2H5CH(CN)-C2H5 은 3-펜테인나이트릴(3-pentanenitrile)

#### 싸이올
싸이올(R-SH)(thiol)은 SH를 H로 치환한 탄화수소의 어미에 thiol을 붙여 이름을 붙인다. 끝 이외에 싸이올기가 결합되어 있는 경우엔 결합하고 있는 탄소원자의 위치를 숫자로 표시한다. 복수의 싸이올기를 가지고 있는 경우엔 SH를 H로 치환한 탄화수소의 어미에 싸이올기의 숫자의 그리스어(2=di 3=tri 4=tetra 5=penta …)와 싸이올을 붙여 그 이름을 붙인다.
예) CH3-CH(SH)-(CH2)2-CH3 은 2-펜테인싸이올(2-pentanethiol)
싸이올기보다 우선되는 작용기가 있을 때에는 싸이올기를 치환명으로 붙여야 한다. 그 때엔 싸이올기의 위치를 숫자로 표시하고 싸이올기 수를 숫자로 표시하여 mercapto를 붙인 후에 대응하는 화합물의 이름을 붙인다.
예) CH2(OH)-CH(SH)-(CH2)2-CH3 은 2-메르캅토-1-펜탄올(2-mercapto-1-pentanol)

### 고리형 유기화합물

#### 고리형 포화 탄화수소(사이클로알케인)
사이클로알케인(CnH2n n≧3 폐고리구조)(표준어: 시클로알칸, cycloalkane)은 고리를 구성하고 있는 탄소와 같은 수의 탄소를 가진 알케인의 이름 앞에 cyclo를 붙어 명명한다.
예) (C4H8 폐고리구조)은 사이클로뷰테인(cyclobutane)

#### 스피로 화합물
스피로 화합물(R>C<R')(spirane)은 고리를 구성하는 탄소의 수-1을 대괄호에 표시하고 탄소의 수와 같은 알케인의 이름을 어미에 붙인다. 그리고 그 앞에 스피로 화합물임을 spiro를 앞에 붙여 명명한다.
예) 시클로펜테인과 시클로헥산이 탄소 하나를 공유하고 있을 때 스피로[4,5]데케인(spiro[4,5]decane)이 된다.

#### 안뉼렌
안뉼렌((-CH=CH-)n n≧3 폐고리구조)(annulene)는 고리를 구성하는 탄소를 대괄호에 표시하고 그 뒤에 안뉼렌이란 말을 붙여 명명한다.
예) ((-CH=CH-)14 폐고리 구조)는 [14]-안뉼렌([14]-annulene)

#### 락톤
락톤(-CO-O-(CH2)n 폐고리구조)(lactone)는 고리를 구성하는 탄소수를 앞으로 내고 탄소수가 같은 탄화수소 어미에 lactone을 붙여 명명한다.
예) (-O-CO-(CH2)6-　폐고리구조) 〔관용명 ε-카프로락톤〕은 6-헥세인락톤(6-hexanelactone)

#### 락탐
락탐(-NH-CO-(CH2)n 폐고리구조)(lactam)은 고리를 구성하는 탄소수를 앞에 내고 탄소수가 같은 알케인의 어미에 lactam을 붙여 명명한다.
예) (-NH-CO-(CH2)6-　폐고리구조) 〔관용명 ε-카프로락탐〕은 6-헥세인락탐(6-hexanelactam)

## 같이 보기
- 우선명